# آخرین راهزن
آخرین راهزن (به هندی: Aakhri Daku) یا آخرین داکویت (به انگلیسی: The last dacoit) فیلمی هندی محصول سال ۱۹۷۸ و به کارگردانی پراکاش مهرا است. در این فیلم بازیگرانی همچون راندهیر کاپور، وینود کانا، ریکا، رینا روی، رانجیت، آقا، پایدی جیراج و هلن ایفای نقش کرده‌اند.

## خلاصه داستان
راهزنی مخوف بنام منگال سینگ، مدتهاست که به شیوه های گوناگون دست به غارت و چپاول میزند و پلیس تا کنون نه تنها موفق به دستگیری او نشده بلکه حتی چهره او را هم به درستی ندیده.منگال پس از اینکه از طریق سرقت‌های متعدد، ثروت هنگفتی برای خود جمع می‌کند؛ تصمیم میگیرد برای همیشه منگال را در نظر پلیس بکشد و خودش از ثروت باد آورده لذت ببرد.از این رو بدنبال یک قربانی میگردد تا خود را بعنوان منگال معرفی کرده، دستگیر و اعدام شود و پرونده منگال سینگ راهزن را تا ابدالدهر در نظر قانون و مردم ببندد.این قربانی نگون بخت کسی نیست جز بولا.روستایی ساده دلی که قصد خودکشی داشته.چرا که از عهده تامین مخارج عروسی خواهرش برنیامده بود.منگال با وعده کمک به خانواده بولا او را قانع میکند که نقش منگال تقلبی را بازی کند.نقشه منگال عملی میشود و بولا در قامت منگال سینگ طی یک درگیری ساختگی به چنگال قانون می افتد و محاکمه میشود.منگال با خوشحالی از حس آزادی، طبق وعده اش به روستای محل سکونت بولا میرود تا سور و ساط عروسی خواهرش را برپا کند.اما خوشحالی او پس از پی بردن به یک راز، نیست و نابود میگردد و آن راز چیزی نیست جز اینکه بولا برادر کوچکتر منگال است.حال منگال سینگ وظیفه خود را بر عهده می‌گیرد تا به هر قیمتی که شده بی گناهی برادرش را به اثبات برساند و...